# Вектор состояния (в навигации)
В навигации вектор состояния — это набор данных, точно описывающих, время, где объект находится в пространстве и как он движется.

## Математическое представление вектора состояния
Вектор состояния обычно содержит семь элементов: три координаты положения, три условия скорости и время, когда эти значения были действительными.  Математически, чтобы описать положения в N-мерном (Евклидовом) пространстве ( {\displaystyle \mathbb {R} ^{N}} ), то вектор состояния {\displaystyle {\textbf {x}}} принадлежит {\displaystyle \mathbb {R} ^{2N}} :
{\displaystyle \mathbf {x} (t)={\begin{bmatrix}x_{1}(t)\\x_{2}(t)\\x_{3}(t)\\v_{1}(t)\\v_{2}(t)\\v_{3}(t)\end{bmatrix}}}
или просто{\displaystyle \mathbf {x} (t)={\begin{bmatrix}\mathbf {r} (t)\\\mathbf {v} (t)\end{bmatrix}}}где {\displaystyle \mathbf {r} ={\begin{bmatrix}x_{1}&x_{2}&x_{3}\end{bmatrix}}^{\mathsf {T}}} т.е. вектор положения и {\displaystyle \mathbf {v} ={\dot {\mathbf {r} }}={\begin{bmatrix}v_{1}&v_{2}&v_{3}\end{bmatrix}}^{\mathsf {T}}} т.е. вектор скорости.
Поскольку существует свобода выбора системы координат для положения объекта, вектор состояния может быть выражен в разных системах координат (например, в системе координат северо-восток вниз).

## Смотрите также
- N-мерное (Евклидово) пространство

- Векторы состояния орбиты